# Arvid Stenström
Johan Arvid Stenström, född den 10 april 1895 i Målilla församling, Kalmar län, död den 4 februari 1983 i Stockholm, var en svensk ämbetsman.
Stenström avlade studentexamen 1913 och kansliexamen 1918. Han blev amanuens i kammarkollegium sistnämnda år, i kammarrätten 1919, i riksräkenskapsverket 1921 och revisor där 1929. Stenström var revisionskommissarie i flygförvaltningen 1937–1941, i riksräkenskapsverket 1941–1947, byrådirektör där 1947–1950 och byråchef 1950–1961. Han blev riddare av Vasaorden 1948 och av Nordstjärneorden 1953.